# شيك رقمي

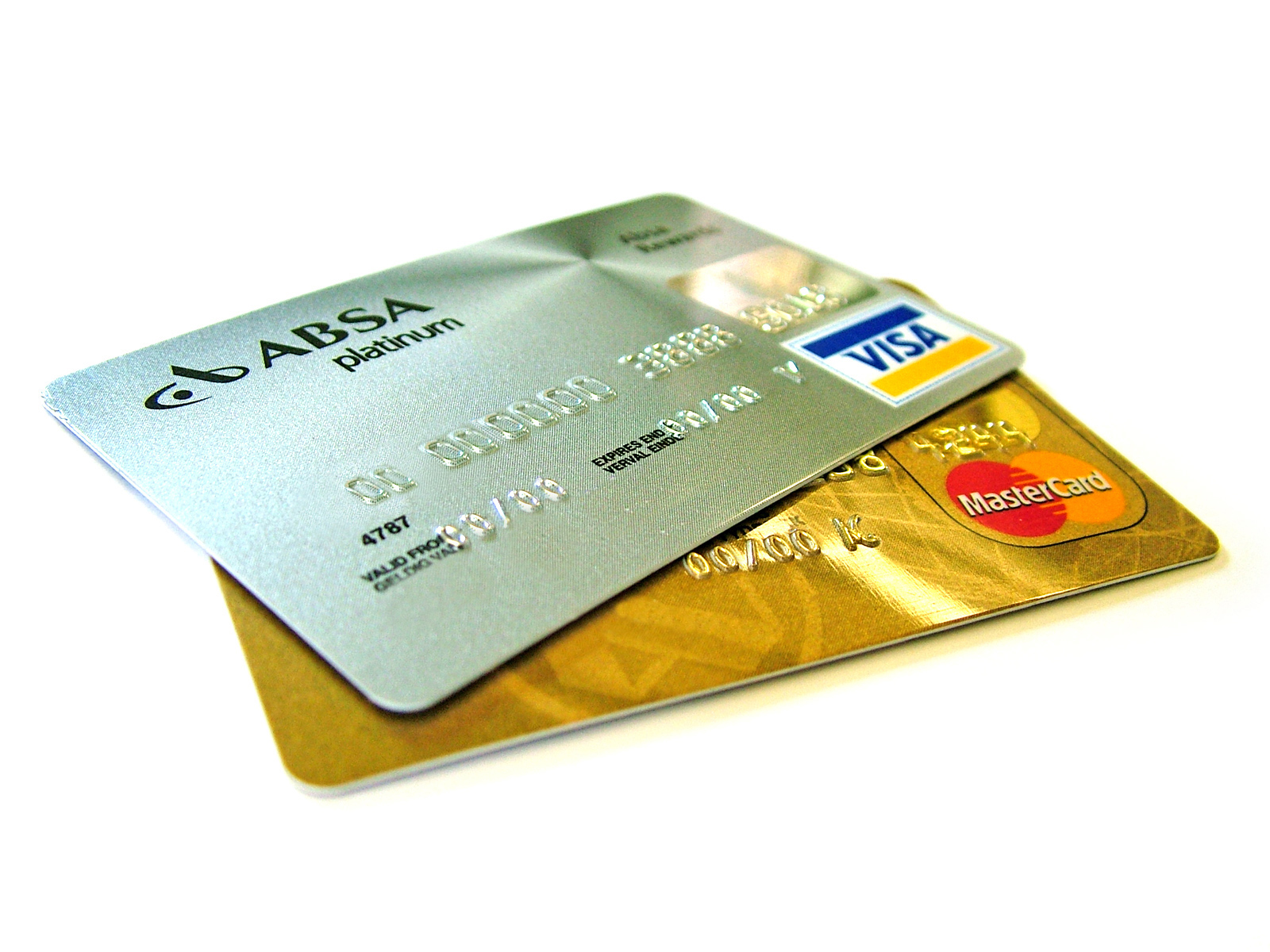

الشيك (أو الصك)    الرقمي (أو الإلكتروني) (بالإنجليزية: Digital check) هو المكافئ الإلكتروني للشيكات الورقية التقليدية. وهو رسالة إلكترونية مُوثقة ومؤَمنة يُرّسلها مُصدر الشيك إلى مستلم الشيك «حامله» ليعتمده ويقدمه للبنك الذي يتعامل معه عبر الإنترنت، ليقوم البنك أولاً بتحويل قيمة الشيك المالية إلى حساب حامل الشيك، وبعد ذلك يقوم بإلغاء الشيك وإعادته إلكترونياً إلى متسلِّم الشيك «حامله» ليكون دليلاً على أنه قد تمّ صرف الشيك فعلاً، ويمكن لمتسلِّم الشيك أن يتأكد إلكترونياً من أنه قد تم بالفعل تحويل المبلغ لحسابه. وبما أن الشيك إلكتروني فمن السهل معالجته في خطوات أقل وأكثر أمناً من الشيك الورقي، فهو يحتوي على التوثيق " authentication" والتوقيع الرقمي "digital signatures" ويعتمد في مفهومه على التشفير "encryption".

## التحقق من صحة الشيك الإلكتروني
تقوم فكرة عمل الشيك الإلكتروني بشكل مبسط على أن يكون للشخص المتعامل به كالبائعين مثلاً موقعاً على الشبكة، يحتوي على نموذج الدفع أو الفاتورة التي يتضمنها الموقع بنموذج الشيكات الإلكترونية. يقوم المستهلك بعد ذلك بتعبئة نموذج الشراء، أو الفاتورة، حيث تعود بعد ذلك إلى البائع مباشرة عبر البريد الإلكتروني، بعد تعبئتها، في الوقت الذي يحرر شيكاً إلكترونيا لصالح الوسيط، الذي يتحقق بدوره من صحة المعلومات البنكية ومن خلال الاستفسار عبر الشبكة في قاعدة معلومات بنك العميل، فيرسل مباشرة إشعاراً رسمياً للبائع والمشتري بمدى صلاحية العملية. ثم بعد ذلك يحرر موقع وسيط الدفع بالشيكات، شيكاً إلكترونياً، نيابة عن المشتري، ويودعه في حساب البائع مباشرة. ويقوم الوسيط بإرسال كشف بقيمة العمولات المستحقة إلى البائع كل نهاية شهر، ويقبل الدفع بالشيكات الإلكترونية، والتي لا تحسب هذه العمولات كنسب من قيمة العملية، مهما كان حجمها، بل كقيمة ثابتة، كما أنه ليس هناك وقت محدد لمعالجة هذه العمليات، حتى وإن تمت خلال نهاية الأسبوع، أو العطلة الرسمية، أو خلال ساعات الليل.
ويقوم الوسيط الذي هو حلقة الوصل بين مصدر الشيك الإلكتروني والبائع بنوعين من الخدمات: الأولى وهي ماتسمى الخدمة العادية (I-Check) والتي يتم فيها إصدار الشيك الإلكتروني بدون التأكد من حساب العميل. أما الخدمة الثانية فهي ما تسمى الخدمة الممتازة (I-Check Plus) والتي يفحص فيها الوسيط الكثير من المعلومات المهمة، مثل تاريخ العميل وسمعته في إصدار الشيكات لدى البنك، وعدم وجود شيكات مسروقة، كما يتأكد من عدم وجود حساب المشتري في حالة تجميد لحظة عملية الشراء، أو دفع الفاتورة.
ومن المواقع التي تشتهر بالتعامل بالشيكات الإلكترونية ويسترن يونيون (الإنجليزية: Western Union) و MoneyZap و CHEXpedite و PayByCheck

## أكثر المجالات استخداماً للشيك الإلكتروني
يُستخدم الشيك الإلكتروني كأحد وسائل الدفع عبر الإنترنت وذلك في التجارة الإلكترونية، الجمعيات الخيرية، إدارة الممتلكات، شركات الكهرباء، الحكومات في تحصيل الضرائب، النوادي الصحية.